# Стрептококов фарингит
Стрептококовият фарингит или стрептококова инфекция на гърлото е заболяване, което се причинява от бактерия, наречена Група A streptococcus. Стрептококовата инфекция на гърлото засяга гърлото и сливиците. Сливиците представляват две жлези, разположени в гърлото, в задната част на устната кухина. Стрептококовата инфекция на гърлото може да засегне също и гласовата кутия (ларинкса). Честите симптоми включват температура, болка в гърлото (позната като възпалено гърло) и подути жлези (наречени лимфни възли) в областта на врата. Стрептококовата инфекция на гърлото е причина за 37% от случаите на възпалено гърло при децата.
Стрептококовата инфекция на гърлото се разпространява при пряк контакт с болен. За да се провери дали даден човек има стрептококова инфекция на гърлото, трябва да се направи тест, наречен изследване за култура в гърлото. Дори без да се прави този тест вероятността от стрептококова инфекция на гърлото може да се установи от симптомите. Лечение с антибиотици може да помогне на болните със стрептококова инфекция на гърлото. Антибиотиците представляват лекарства, които умъртвяват бактериите. Те се използват главно за предпазване от усложнения, като например ревматична треска, а не толкова за намаляване на продължителността на заболяването.

## Признаци и симптоми
Обичайните симптоми на стрептококова инфекция на гърлото са възпалено гърло, температура по-висока от 38 °C (100,4 °F), гной (жълтеникава или зеленикава течност, която се състои от мъртви бактерии и бели кръвни телца) по сливиците и подути лимфни възли.
Може да има и други симптоми:
- главоболие;[4]
- повръщане или позиви за повръщане (гадене);[4]
- стомашна болка;[4]
- мускулна болка;[5]
- обрив (ситни червени пъпчици) по тялото или в устата, или в гърлото – това е необичаен, но специфичен признак.[3]

Заболелият от стрептококова инфекция на гърлото започва да проявява симптоми един до три дни след пряк контакт с болен.
- Случай на стрептококова инфекция на гърлото. Обърнете внимание на уголемените сливици с бели гнойни налепи.
- Случай на стрептококова инфекция на гърлото. Обърнете внимание на ситните червени петънца. Този обрив е необичаен, но специфичен признак.[3]
- Случай на стрептококова инфекция на гърлото при 8-годишно дете. Обърнете внимание на уголемените сливици в задната част на гърлото, покрити с бели гнойни налепи.

## Причина
Стрептококовата инфекция на гърлото се причинява от вид бактерии, наречени Група A-бета хемолитични стрептококи (GAS). Други бактерии или вируси може също да причинят възпалено гърло. Хората се заразяват с причинителя на стрептококовата инфекция на гърлото чрез пряк, непосредствен контакт с болен. Заболяването може да се разпространи много по-лесно при групи от хора събрани на едно място. Примерите за групи от хора, събрани на едно място включват хората в армията или в училищата. Бактериите от вида GAS могат да изсъхнат и да се превърнат на прах и тогава не могат да заразят хората. Ако бактериите са в постоянно влажна среда, те могат да заразяват хора до 15 дни. Мокрите бактерии се срещат на такива места като четката за зъби например. Тези бактерии могат да живеят и в храна, но това не е толкова обичайно. Хората, които консумират такава храна, може да се разболеят. 12% от децата, които нямат симптоми на стрептококова инфекция на гърлото, по принцип имат наличие на GAS в гърлото.

## Диагностициране
| Точки          | Вероятност от стрептококова инфекция на гърлото | Лечение                                                  |
| -------------- | ----------------------------------------------- | -------------------------------------------------------- |
| 1 или по-малко | <10%                                            | Не е необходимо лечение с антибиотик или тест за култура |
| 2              | 11–17%                                          | Лечение с антибиотик въз основа на културата или RADT    |
| 3              | 28–35%                                          | Лечение с антибиотик въз основа на културата или RADT    |
| 4 or 5         | 52%                                             | Лечение с антибиотици без да се прави тест за култура    |

Оценката по модифицираната точкова система Centor помага на лекарите да решат от какви грижи точно се нуждае болният със стрептококова инфекция на гърлото. Точковата система Centor се състои от пет критерия на клинични оценки и наблюдения. Тя показва каква е вероятността дадено лице да има стрептококова инфекция на гърлото.
За всеки един от критериите се дава по една точка:
- няма кашлица;
- подути лимфни възли или болезнени на опипване лимфни възли;
- температура по-висока от 38 °C (100,4 °F);
- гной или подуване на сливиците;
- под 15-годишна възраст (ако лицето е над 44-годишна възраст, се отнема една точка).

### Лабораторно изследване
Един тест, наречен изследване за култура в гърлото е основният метод, който се използва, за да се установи дали дадено лице има стрептококова инфекция на гърлото. Този тест е точен в 90 до 95% от случаите. Съществува и още един тест, наречен тест за откриване на стрептококов антиген Група А RADT. Тестът за откриване на стрептококов антиген е по-бърз от теста за изследване за култура, но е точен при откриване на заболяването в едва 70% от случаите. И двата теста могат да покажат дали даден човек има стрептококова инфекция на гърлото. Те са точни при установяването в 98% от случаите.
Когато човек е болен, изследването за култура в гърлото или тестът за откриване на стрептококов антиген могат да установят дали заболяването е стрептококова инфекция на гърлото. На хора, които нямат никакви симптоми, не трябва да се прави изследване за култура в гърлото или тестът за откриване на стрептококов антиген, тъй като някои хора по принцип имат стрептококови бактерии в гърлото, без лоши последствия. Такива хора не се нуждаят от лечение.

### Причини за подобни симптоми
Някои от симптомите на стрептококова инфекция на гърлото са същите както и при други заболявания. По тази причина, ако не се направи изследването за култура в гърлото или тестът за откриване на стрептококов антиген, може да е трудно да се установи дали дадено лице има стрептококова инфекция на гърлото. Ако лицето има температура и възпалено гърло с кашлица, хрема, диария и зачервени сърбящи очи, много вероятно е възпаленото гърло да се дължи на вирус. Инфекциозната мононуклеоза може да причини възпалени лимфни възли в областта на врата и възпалено гърло, температура и уголемяване на сливиците. Не съществува обаче специфично лечение за инфекциозната мононуклеоза.

## Профилактика
Някои хора получават стрептококова инфекция на гърлото по-често от други хора. Премахването на сливиците е един начин такива хора да спрат да получават от стрептококова инфекция на гърлото. Получаването на стрептококова инфекция на гърлото три или повече пъти за една година е основателна причина за отстраняване на сливиците. Изчакването също е уместно.

## Лечение
Стрептококовата инфекция на гърлото обикновено трае няколко дни без лечение. Лечението с антибиотици обикновено помага симптомите да изчезнат 16 часа по-рано. Основната причина за лечение с антибиотици е да се намали рискът от развиване на по-сериозно заболяване. Например едно сърдечно заболяване, познато като ревматична треска или натрупване на гной в гърлото, познато като ретрофарингеален абсцес. Антибиотиците действат добре, ако се дават в рамките на 9 дни от началото на симптомите.

### Болкоуспокояващи
Лекарствата, които намаляват болката могат да помогнат за облекчаване на болката при стрептококова инфекция на гърлото. Такива лекарства обикновено включват НСПВС или парацетамол, известен също като ацетаминофен. Стероидите също помагат, като вискозния лидокаин. Аспиринът може да се използва при възрастни. Не е добре да се дава аспирин на деца, тъй като той ги прави по-предразположени към синдрома на Рей.

### Антибиотици
Пеницилин V s е най-често използваният в Съединените щати антибиотик за стрептококова инфекция на гърлото. Той е широко използван, тъй като е безопасен, действа добре и не струва много пари. Амоксициклинът обикновено се използва в Европа. В Индия вероятността от развиване на ревматична треска е по-голяма. По тази причина обичайното лечение е инжектирано лекарство, наречено бензатин пеницилин G. Антибиотиците намаляват средната продължителност на симптомите. Средната продължителност е три до пет дни. Антибиотиците намаляват този период с около един ден. Тези лекарства намаляват също разпространението на заболяването. Лекарствата се използват главно за намаляване на развиването на рядко срещани усложнения. Такива усложнения включват ревматична треска, обриви или инфекция. Положителните ефекти от антибиотиците трябва да бъдат балансирани спрямо възможните странични ефекти. Лечението с антибиотици не трябва да се прилага на здрави възрастни лица, които имат лоши реакции към лекарства.  Антибиотици се използват за лечение при стрептококова инфекция на гърлото много по-често, отколкото се очаква в зависимост от това колко тежко протича заболяването и с каква скорост се разпространява. Лекарството еритромицин (и други лекарства, наречени макролиди), трябва да се използват при хора, които имат лоши алергични реакции към пеницилин. Цефалоспорините може да се използват при хора с по-малко изразени алергии. Стрептококовите инфекции може да доведат също до подуване на бъбреците (остър гломерулонефрит). Антибиотиците не намаляват шанса от развиване на това състояние.

## Преглед
Симптомите на стрептококовата инфекция на гърлото обикновено се подобряват, със или без лечение, в рамките на три до пет дни. Лечението с антибиотици намалява риска от развиване на по-лоши заболявания. Освен това те помагат да се ограничи разпространяването на заболяването. Децата може да се върнат на училище 24 часа след първото приемане на антибиотик.
Някои много нежелани проблеми може да бъдат причинени от стрептококова инфекция на гърлото. Те включват:
- ревматична треска[4] или скарлатина;[20]
- смъртоносно заболяване, наречено Синдром на токсичен шок;[20][21]
- гломерулонефрит;[22]
- заболяване, наречено Синдром на педиатрични автоимунни невропсихиатрични разстройства, свързани със стрептококови инфекции PANDAS синдром.[22] Това е имунен проблем, който причинява внезапни, понякога сериозни поведенчески проблеми.

## Заболеваемост
Стрептококовата инфекция на гърлото е включена в една по-широка категория на възпаленото гърло или фарингит. Всяка година в Съединените щати около 11 милиона души развиват възпалено гърло. Повечето от случаите на възпалено гърло са причинени от вируси. Бактериите от Група A-бета хемолитични стрептококи причиняват 15 до 30% от случаите на възпалено гърло при децата. Те причиняват 5 до 20% от случаите на възпалено гърло при възрастните. Заболеваемостта обикновено е в периода на късна зима и ранна пролет.